# Baix buf
El baix buf (o en italià buffo), també anomenat baix còmic, en l'òpera, és un paper en veu de baix per als papers còmics, els graciosos, en els que els baixos es poden considerar més lleugers, més àgils, i que recauen sobre personatges de tipus més còmic, homes generalment d'edat, pares, criats, tutors.
Hi ha hagut grans veus que s'han acostat a aquests caràcters: Ezio Pinza, Tancredi Pasero, Cesare Siepi, o Fiódor Xaliapin, que van ser autèntics artífexs d'una part tan decididament bufa, però a la qual cal donar la seva presència, la seva dimensió vocal, com la de Don Basilio d'El barber de Sevilla rossinià.
Hi ha baixos només bufs, de relativa entitat vocal, que normalment canten aquestes parts, com les mozartianes d'Osmin (que requereix realment un baix profund graciós), Leporello (que té molt a dir i també és abordat per baixos cantants) o de Don Bartolo, o l'homònima de Rossini l'esmentat Barber, la de Don Magnifico de Cenerentola, també de Rossini, o la del Don Geronimo d'Il matrimonio segreto de Cimarosa i les de Don Pasquale i Dulcamara de Donizetti.
A Àustria i Alemanya anomenen a aquest tipus vocal, de baix lleuger, Spielbass.
Alguns baixos bufs que han sobresortit serien: Salvatore Baccaloni, Carlo Badioli, Fernando Corena, Enzo Dara, Paolo Montarsolo, Bruno Praticò (que té, en realitat, timbre de tenor segon) o bé Carlos Chausson.